# W.Ph. Coolhaas
W.Ph. (Willem Phillipus) Coolhaas  (Brielle, 2 mei 1899 - Bilthoven, 12 april 1981) was voor de Tweede Wereldoorlog bestuursambtenaar in Nederlands-Indië en van 1946 tot 1949 landsarchivaris en buitengewoon hoogleraar te Batavia.

## Bestuursambtenaar
Na zijn opleiding tot bestuursambtenaar werd Coolhaas in 1921 als administratief ambtenaar Binnenlands Bestuur aangesteld op de Molukken, te weten in de residentie Ternate en Onderhorigheden met de achtereenvolgende standplaatsen Ternate, Tidore en Batjan.
Zijn grote historische belangstelling kwam tot uiting in een rapport, dat hij samenstelde over de genealogie van het Tidorese vorstenhuis en dat de basis vormde voor de regeling van troonopvolging.
In 1925 volgde een kortstondige overplaatsing naar Semarang, waar hij als plaatsvervangend landrechter fungeerde, en ten slotte naar het landschap Manggarai op Flores, wat viel onder de residentie Timor.
Na een verlofperiode in Nederland ging Coolhaas in 1927 terug naar Indië. Hierna volgden diverse plaatsingen op Sumatra; in Tanapoeli (1928-1930 standplaats Padang Sidempoean) en aan de Oostkust van Sumatra (1930-1934, standplaatsen Bindjai en Tebintinggi). In de laatste functie nam hij geruime tijd - wegens het ontbreken van de betreffende ambtenaar- het assistent-residentschap over de afdeling Langkat waar.
Tijdens het hem toegestane studieverlof (1934-1936) behaalde hij de doctorstitel met de dissertatie "Het Regeringsreglement van 1827. Het werk van 1818 aan de ervaring getoetst" (Utrecht, 1936). Terug in Nederlands-Indië werd Coolhaas begin 1937 benoemd tot lid van de Volksraad en bevorderd tot de rang van assistent-resident. Gerepatrieerd in 1939 verbleef Coolhaas gedurende de Tweede Wereldoorlog in Nederland, waar hij zich bezighield met het verzamelen van bronnenmateriaal op het Algemeen Rijksarchief.

## Landsarchivaris en buitengewoon hoogleraar
In 1946 keerde hij terug naar Indonesië, werd als ambtenaar ter beschikking gesteld van het hoofd van de Regerings Voorlichtings Dienst en aangesteld bij het Landsarchief te Batavia. Spoedig daarna vond zijn aanstelling als landsarchivaris plaats, terwijl hij tevens werd benoemd tot buitengewoon hoogleraar aan de Universiteit van Indonesië.
In verband met de machtswisseling heeft Coolhaas er in 1949-1950 erg op aangedrongen dat voor Nederland belangrijke archiefbestanden, hetzij de originele, hetzij op microfilm, zouden worden overgebracht naar Nederland. Door de roerige tijdsspanne is van deze plannen evenwel niets uitgevoerd. Tot september 1950 bleef hij landsarchivaris.

## Verdere loopbaan
Bij terugkomst in Nederland kreeg hij een functie bij het Koninklijk Instituut voor de Tropen. In 1955 werd hij benoemd tot hoogleraar aan de Universiteit van Utrecht. Van 1960 tot 1979 verzorgde hij de uitgaven van 7 delen van de serie Generale Missiven van Gouverneurs-Generaal en Raden aan de Heren XVII der Verenigde Oostindische Compagnie

## Publicaties
- Insulinde - Mensch en maatschappij. Deventer, W. van Hoeve, ca. 1938
- W. Ph. Coolhaas, ed., Generale missiven der V.O.C.
  - I, 1610-1628 (RGP, Grote Serie, 104, 's-Gravenhage, 1960)
  - II, 1639-1655 (ibidem, nr. 112, 1964)
  - III, 1655-1674 (ibidem, nr. 125, 1968)
  - IV, 1675-1685 (ibidem, nr. 134,1971)
  - V, 1686-1697 (ibidem, nr. 150, 1975)
  - VI, 1698-1713 (ibidem, nr. 159, 1976)
  - VII, 1713-1725 (ibidem, nr. 164, 1979)
- Controleur B.B.; herinneringen van een jong bestuursambtenaar in Nederlandsch-Indië. Utrecht, HES. 1985